# 사라 세라이오코
사라 세라이오코(Sara Serraiocco, 1990년 8월 13일 ~ )는 이탈리아의 배우이다. 2016 베를린 국제 영화제 슈팅스타상 공동수상자이다.

## 출연 작품
- 라 마피아 - 마리안젤라 역